# El Coloso
El Coloso är en ort i Mexiko.   Den ligger i kommunen Tenango del Valle och delstaten Mexiko, i den sydöstra delen av landet, 60 km sydväst om huvudstaden Mexico City. El Coloso ligger 2 654 meter över havet och antalet invånare är 1 324.
Terrängen runt El Coloso är kuperad åt sydväst, men åt nordost är den platt. Runt El Coloso är det tätbefolkat, med 397 invånare per kvadratkilometer. Närmaste större samhälle är Metepec, 17,9 km norr om El Coloso. I omgivningarna runt El Coloso växer huvudsakligen savannskog.